# 後鄉
後鄉，是臺灣高雄市路竹區的一個傳統地域名稱，位於該區西南部。相較於今日行政區，其範圍大致包括後鄉里不含東北部邊界地帶及南部邊界地帶、新達里不含西部邊界地帶及北部邊界地帶、竹滬里南部東側凸出部分的西南大半部、文南里西南部邊界地帶、竹南里西南端、北嶺里西北端。
本地區境內主要聚落為後鄉、下甲、下藔，東南部被劃入南科高雄園區的範圍。

## 歷史
台灣日治初期，後鄉地區為一街庄，稱為「後鄉庄」（舊制街庄），隸屬於長治二圖里。該庄昔日北與竹滬庄為鄰，東北及東與半路竹庄為鄰，南邊東側一小段為北嶺墘庄，南邊其餘部分及西邊為烏樹林庄。
1901年（日治明治三十四年）11月11日，全台廢縣廳改設二十廳，該庄隸屬於鳳山廳。1904年（明治三十七年）5月3日，該庄編入「大湖區」，隸屬於鳳山廳。1909年（明治四十二年）10月25日，全台合併二十廳為十二廳，大湖區改隸屬於臺南廳。1920年（大正九年）10月1日，全台地方制度大改正，廢十二廳改設五州二廳，該庄改制為「後鄉」大字，隸屬於高雄州岡山郡路竹庄（新制街庄）。
戰後路竹庄改制為路竹鄉，隸屬於高雄縣，大字亦改制為村。1950年（民國39年）10月1日，高、屏分治，路竹鄉仍隸屬於高雄縣。2010年（民國99年）12月25日，高雄縣、市合併為直轄高雄市，路竹鄉改制為路竹區，村亦改制為里。

## 聚落
本地區發展較早的聚落為後鄉、下甲、下藔，在日治初期的官方地圖上已有記載。

## 交通
省道台17線又稱「西部濱海公路」，是甲南至水底寮的幹道，經過本地區西北部的下甲聚落。由該道路北行可前往湖內區西南端、茄萣區、臺南市南區、安平區/中西區邊界、中西區等地；南行可前往永安區東部、彌陀區、梓官區、楠梓區等地。
區道高18線是烏樹林至路竹的道路，經過本地區後鄉聚落。

## 產業
- 南科高雄園區（部分）